# Équipe de Suisse de football en 1979
Cet article présente les résultats de l'équipe de Suisse de football lors de l'année 1979. En mai, elle rencontre pour la première fois l'équipe d'Islande.

## Bilan
|           | Nombre de matchs | Victoires | Défaites | Matchs nuls | Buts marqués | Buts encaissés |
| Domicile  | 3                | 1         | 2        | 0           | 2            | 4              |
| Extérieur | 4                | 1         | 3        | 0           | 4            | 11             |
| Neutre    | 0                | 0         | 0        | 0           | 0            | 0              |
| Total     | 7                | 2         | 5        | 0           | 6            | 15             |

## Matchs et résultats
| Éliminatoires pour l'Euro 1980           | Pays-Bas                           | 3 - 0   | Suisse | Philips Stadion, Eindhoven                    |                                               |
| 28 mars 1979 · Historique des rencontres | Kist 55e · Metgod 84e · Peters 89e | (0 - 0) |        | Spectateurs : 29 000 Arbitrage : John Hunting | Spectateurs : 29 000 Arbitrage : John Hunting |
| 28 mars 1979 · Historique des rencontres | Rapport                            |         |        | Spectateurs : 29 000 Arbitrage : John Hunting | Spectateurs : 29 000 Arbitrage : John Hunting |

| Éliminatoires pour l'Euro 1980         | Suisse  | 0 - 2   | Allemagne de l'Est  | Espenmoos, Saint-Gall                                 |                                                       |
| 5 mai 1979 · Historique des rencontres |         | (0 - 1) | Lindemann · Streich | Spectateurs : 9 000 Arbitrage : Augusto Lamo Castillo | Spectateurs : 9 000 Arbitrage : Augusto Lamo Castillo |
| 5 mai 1979 · Historique des rencontres | Rapport |         |                     | Spectateurs : 9 000 Arbitrage : Augusto Lamo Castillo | Spectateurs : 9 000 Arbitrage : Augusto Lamo Castillo |

| Éliminatoires pour l'Euro 1980          | Suisse                  | 2 - 0   | Islande | Wankdorf, Berne                                |                                                |
| 22 mai 1979 · Historique des rencontres | Hermann 27e · Zappa 53e | (1 - 0) |         | Spectateurs : 28 000 Arbitrage : Albert Victor | Spectateurs : 28 000 Arbitrage : Albert Victor |
| 22 mai 1979 · Historique des rencontres | Rapport                 |         |         | Spectateurs : 28 000 Arbitrage : Albert Victor | Spectateurs : 28 000 Arbitrage : Albert Victor |

| Éliminatoires pour l'Euro 1980          | Islande         | 1 - 2   | Suisse                  | Laugardalsvöllur, Reykjavik                     |                                                 |
| 9 juin 1979 · Historique des rencontres | Guðlaugsson 50e | (0 - 1) | 58e Ponte · 61e Hermann | Spectateurs : 10 469 Arbitrage : Éamonn Farrell | Spectateurs : 10 469 Arbitrage : Éamonn Farrell |
| 9 juin 1979 · Historique des rencontres | Rapport         |         |                         | Spectateurs : 10 469 Arbitrage : Éamonn Farrell | Spectateurs : 10 469 Arbitrage : Éamonn Farrell |

| Éliminatoires pour l'Euro 1980                | Suisse  | 0 - 2   | Pologne          | La Pontaise, Lausanne                         |                                               |
| 12 septembre 1979 · Historique des rencontres |         | (0 - 1) | 34e 63e Terlecki | Spectateurs : 25 000 Arbitrage : Otto Anderco | Spectateurs : 25 000 Arbitrage : Otto Anderco |
| 12 septembre 1979 · Historique des rencontres | Rapport |         |                  | Spectateurs : 25 000 Arbitrage : Otto Anderco | Spectateurs : 25 000 Arbitrage : Otto Anderco |

| Éliminatoires pour l'Euro 1980              | Allemagne de l'Est                                | 5 - 2   | Suisse                     | Stade du Weltjugend, Berlin-Est               |                                               |
| 13 octobre 1979 · Historique des rencontres | Weber 1re · Hoffmann 10e 75e 80e · Schnuphase 26e | (3 - 1) | 18e Barberis · 72e Pfister | Spectateurs : 44 000 Arbitrage : Robert Wurtz | Spectateurs : 44 000 Arbitrage : Robert Wurtz |
| 13 octobre 1979 · Historique des rencontres | Rapport                                           |         |                            | Spectateurs : 44 000 Arbitrage : Robert Wurtz | Spectateurs : 44 000 Arbitrage : Robert Wurtz |

| Match amical                                         | Italie                      | 2 - 0   | Suisse | Friuli, Udine                                 |                                               |
| 17 novembre 1979 · 14h30 · Historique des rencontres | Graziani 25e · Tardelli 40e | (2 - 0) |        | Spectateurs : 33 000 Arbitrage : Ulf Eriksson | Spectateurs : 33 000 Arbitrage : Ulf Eriksson |
| 17 novembre 1979 · 14h30 · Historique des rencontres | Rapport                     |         |        | Spectateurs : 33 000 Arbitrage : Ulf Eriksson | Spectateurs : 33 000 Arbitrage : Ulf Eriksson |